# Maestra Vida
Maestra Vida es el nombre de la primera ópera salsa original (la primera de la historia corresponde a Hommy de Larry Harlow del año 1973, adaptación de la ópera rock Tommy de The Who), compuesta por el artista panameño Rubén Blades, grabada en estudio con la inclusión de instrumentos sinfónicos y producida por Willie Colón en 1980 para el sello Fania Records.
Distribuida como álbum doble (Fania F576/577), Maestra Vida marcó un hito en el género de la salsa al introducir elementos de la narrativa literaria latinoamericana a la música, a través de lo que Blades denominó Focila, su proyecto artístico para un Folclore de Ciudad Latinoamericana por el que proponía la música al servicio de la expresión de los hechos y contradicciones urbanos, comúnmente evitados por los ritmos afro-caribeños comerciales de la época. Si bien se trata de una ópera salsa, como se conoció desde su salida al mercado, ésta incluye temas que no son específicamente de ese género, como el bolero.
La voz de Manuela corresponde a la madre de Rubén Blades, Anoland Díaz, culminando un largo sueño acariciado por Rubén y nunca más repetido en otra grabación.
Maestra Vida no fue montada en la época de su lanzamiento y tuvo que esperar hasta muchos años después para que fuera llevada a los escenarios.

## Historia
"Una tarde de abril de 1975, Quique Quiñones, repleto de recuerdos, bebía en una de las mesas del bar. Era hijo de Babá, compadre eterno del legendario sastre Carmelo da Silva. Hoy las cervezas y los rones de siempre los comparte Quique con su hijo Carlitos Lito y con Rafael da Silva, nieto de aquella arrolladora Manuela. La historia es idéntica a todas las historias de este barrio. Quizás sea la misma. Por eso, como siempre, la música no es más que un pretexto..."
Así se expresó Blades sobre la obraː

"Focila, Folclore de Ciudad Latinoamericana, nace con Maestra Vida, probablemente lo más anticomercial que se haya hecho jamás en el mundo de la salsa. En el disco se trata el tema de la muerte, un tema tabú hasta el momento; la obra comienza con una obertura de corte clásico y durante su desarrollo se escuchan palabras obscenas que causaron prohibiciones. En Venezuela recogieron el disco pues en una parte decía "marica". En Puerto Rico también hubo revuelo... Es que no se podía aceptar que en un género musical hecho especialmente para alegrar a la gente, se hablara de cosas deprimentes. Pero es que en un campo musical donde el 99% canta cosas icomo "vení mama vamo' a bailá", alguien tenía que mostrar el otro lado de la moneda. Yo quise explorar dentro de la dinámica y de la realidad de la urbe otro tipo de historias, por ejemplo la de los viejos que se quedan solos en su casa esperando a los hijos que nunca llegan y que terminan muriéndose en silencio. Hay otra serie de imágenes dentro del trabajo que tiende a que la gente piense también en otras cosas"
Rubén Blades

(Rubén Blades, 1983).

## Listado de canciones
Primera Parte:
| N.º | Título                          | Escritor(es) | Duración |  |
| 1.  | «Prólogo»                       | Rubén Blades | 5:11     |  |
| 2.  | «Manuela»                       | Rubén Blades | 6:53     |  |
| 3.  | «Carmelo (Parte 1)»             | Rubén Blades | 1:16     |  |
| 4.  | «Como Tú» (Carmelo (Parte 2))   | Rubén Blades | 4:17     |  |
| 5.  | «Yo Soy Una Mujer»              | Rubén Blades | 2:25     |  |
| 6.  | «La Fiesta»                     | Rubén Blades | 6:23     |  |
| 7.  | «El Nacimiento de Ramiro»       | Rubén Blades | 7:42     |  |
| 8.  | «Déjenme Reír (Para No Llorar)» | Rubén Blades | 5:32     |  |

Segunda Parte:
| N.º | Título                                    | Escritor(es) | Duración |  |
| 1.  | «Epílogo»                                 | Rubén Blades | 5:18     |  |
| 2.  | «Manuela, Después... (La Doña)»           | Rubén Blades | 3:12     |  |
| 3.  | «Carmelo, Después... (El Viejo Da Silva)» | Rubén Blades | 9:00     |  |
| 4.  | «El Velorio»                              | Rubén Blades | 5:00     |  |
| 5.  | «El Entierro»                             | Rubén Blades | 6:06     |  |
| 6.  | «Maestra Vida»                            | Rubén Blades | 7:14     |  |
| 7.  | «Hay Que Vivir»                           | Rubén Blades | 1:20     |  |

Todos los temas fueron compuestos por Rubén Blades.

## Músicos
- Rubén Blades: voz, guitarra acústica, maracas, percusión.
- Dirección musical: Willie Colón
- Leopoldo Pineda, Reinaldo Jorge, Lewis Kahn, José Rodríguez, Willie Colón: trombones.
- José Torres (+): piano.
- Milton Cardona (+): tumbadora, quinto, clave.
- José Mangual hijo: bongós.
- Salvador Cuevas (+): bajo.
- Johnny Andrews: timbales.
- Harold Kohnon's String Ensemble: cuerdas.
- Milton Cardona, José Mangual hijo, Willie Colón, Rubén Blades: coros.
- Anoland Díaz (+): invitada como Manuela.
- Carlos Franzetti, Louie Cruz, Marty Sheller, Javier Vásquez: orquestaciones.
- Reynold Sosa: Coros

Voces incidentales y Narración
- Rubén Blades (Quique Quiñones)
- Guillermo Ledezma (Rafael da Silva),
- César Miguel Rondón (texto y narración principal), voz de (Carlitos Lito Quiñones)

## Otros datos sobre la grabación y edición
- Producción: Willie Colón
- Ingenieros: John Fausty, Mario Salvati.
- Asistente: Kevin Zambrana.
- Mezcla: John Fausty, Willie Colón.
- Dirección artística: Irene Perlicz.
- Ilustración de la portada: Dennis Wunderlin.

- Datos: Q5989522